# Linaria baligaliensis
Linaria baligaliensis är en grobladsväxtart som beskrevs av Patzak. Linaria baligaliensis ingår i släktet sporrar, och familjen grobladsväxter. Inga underarter finns listade i Catalogue of Life.